# Vendeuvre-du-Poitou
Pour les articles homonymes, voir Vendeuvre (homonymie).
Vendeuvre du Poitou redirige ici.
Vendeuvre-du-Poitou (orthographe officielle du nom de la commune) est une ancienne commune du centre-ouest de la France, située dans le département de la Vienne en région Nouvelle-Aquitaine. Elle est devenue en 2017 une commune déléguée de Saint-Martin-la-Pallu.

## Géographie

### Localisation
Le bourg est implanté sur un seuil, creusé dans les collines, entre les vallées de la Pallu et de l'Envigne.
La commune nouvelle de Saint-Martin-la-Pallu regroupe les communes de Blaslay, Charrais, Cheneché et Vendeuvre-du-Poitou, qui deviennent des communes déléguées, le 1er janvier 2017. Son chef-lieu se situe à Vendeuvre-du-Poitou.

### Communes limitrophes
Vendeuvre est limitrophe des communes suivantes :
| Thurageau          | Lencloître          | Ouzilly        |
| Chabournay         | Vendeuvre-du-Poitou | Marigny-Brizay |
| Neuville-de-Poitou | Avanton             | Jaunay-Clan    |

### Géologie et relief
La région de Vendeuvre-du-Poitou présente un paysage de plaines vallonnées plus ou moins boisées, de terres viticoles et de plaines de champs ouverts. Le terroir se compose :
- d'argilo (pour 41 %) et de sables verts (pour 7 %) sur les collines et les dépressions sableuses des bordures du Bassin parisien ;
- de champagnes ou aubues (ce sont des sols gris clair, argilo-limoneux, sur craie et donc calcaires) pour 9 % sur les autres collines ;
- de groies moyennement profondes (c’est une terre du sud-ouest de la France, argilo-calcaire peu profondes -en général de moins de 50 cm d’épaisseur -, plus ou moins riches en cailloux. Ce  sont des terres fertiles et saines et donc, propices à la polyculture céréalière) pour 36 % sur les plaines ;
- de calcaires pour 7 % dans les vallées et les terrasses alluviales.

En 2006, 89 % de la superficie de la commune était occupée par l'agriculture, 7 % par des forêts et des milieux semi-naturels et 4 % par des zones construites et aménagées par l'Homme (voirie).
La forêt privée représente, en 2007, 326 hectares soit 8 % du territoire communal. Les espaces boisés (la moyenne sur la région Poitou-Charentes est de 15 %, et 29,2 % pour la France) sur le territoire communal contribuent à assurer des fonctions de production (bois d’œuvre mais aussi bois énergie), de protection (espèces, qualité des eaux) et sociales (accueil du public). Les forêts les plus anciennes ou implantées dans des conditions écologiques particulières (pentes, bords de cours d'eau, etc.) abritent en général la biodiversité la plus forte. Mais, au cours de l’histoire, pour répondre aux besoins d'une population rurale importante, la forêt poitevine a été intensément défrichée et surexploitée jusqu’à la révolution industrielle. Environ la moitié des forêts actuelles du Poitou n'existait pas il y a 200 ans.

### Hydrographie
La commune est traversée par la Palu sur une longueur de 8 km. La commune se situe en Zone de Répartition des Eaux, où l'on observe une insuffisance chronique des ressources en eau par rapport aux besoins. Par ailleurs, elle est concernée par le classement en Zones sensibles, où une élimination plus poussée des paramètres azote et/ou phosphore présents dans les eaux usées est nécessaire pour lutter contre les phénomènes d’ eutrophisation.
53 mares ont été répertoriées sur l’ensemble du territoire communal (30 000 recensées dans le Poitou et les Charentes). Ces mares ont été créées par l'homme, notamment pour répondre aux besoins en eau des habitants (mares communautaires), du cheptel ou à la suite d'activités extractives (argile, marne, pierres meulières). Très riches au niveau botanique, elles jouent un rôle majeur pour les batraciens (tritons, grenouilles), les reptiles (couleuvres) et les Libellules. Elles sont un élément symbolique du patrimoine rural et du maintien de la biodiversité en zone de plaine et de bocage.

### Climat
Le  climat est océanique avec des étés tempérés.

## Toponymie
Le nom du village provient du nom de l'antique cité celte de Vindobriga. Ce mot celte signifie la colline blanche. Cette dénomination fait référence au sous-sol calcaire de couleur blanche.

## Histoire
Le territoire communal est occupé par l’homme de façon continue depuis la préhistoire. Le bourg actuel s’est développé à l’extrême Est de la ville gallo-romaine des Tours-Mirandes. La commune de Vendeuvre-du-Poitou est, en fait, l'héritière de l'antique cité celte de Vindobriga. La localité de Vendeuvre-du-Poitou est citée dans les textes dès le Xe siècle .

## Politique et administration

### Liste des maires
| Période      | Période  | Identité        | Étiquette | Qualité    |
| ------------ | -------- | --------------- | --------- | ---------- |
| janvier 2017 | En cours | Henri Renaudeau | SE        | Enseignant |

| Période | Période | Identité                                                | Étiquette | Qualité    |
| ------- | ------- | ------------------------------------------------------- | --------- | ---------- |
| 1789    | 1792    | De Bridieu                                              |           |            |
| 1792    | 1793    | Pierre-Henri Maille                                     |           |            |
| 1793    | 1793    | R. Auclercq                                             |           |            |
| 1793    | 1809    | Pierre-Henri Maille                                     |           |            |
| 1809    | 1819    | Charles Honoré De Veillechez De La Mardière Des Essards |           |            |
| 1819    | 1835    | Louis Bonnaventure Lageon                               |           |            |
| 1835    | 1846    | Guillaume Pain                                          |           |            |
| 1846    | 1848    | Georges Compaing De La Tour Girard                      |           |            |
| 1848    | 1852    | Guillaume Pain                                          |           |            |
| 1852    | 1853    | Charles Marthineau                                      |           |            |
| 1853    | 1870    | Edouard Foucqueteau                                     |           |            |
| 1870    | 1871    | Carpy                                                   |           |            |
| 1871    | 1879    | Edouard Foucqueteau                                     |           |            |
| 1879    | 1881    | Claude Maille                                           |           |            |
| 1881    | 1882    | Alber Chemineau                                         |           |            |
| 1882    | 1888    | Casimir Lhouillier                                      |           |            |
| 1888    | 1896    | Philéas Lefol                                           |           |            |
| 1896    | 1900    | Léon Bugean                                             |           |            |
| 1900    | 1901    | Philéas Lefol                                           |           |            |
| 1901    | 1942    | Raoul Péret                                             |           |            |
| 1942    | 1942    | Ferdinand Coirault                                      |           |            |
| 1942    | 1971    | Albert Bottreau                                         |           |            |
| 1971    | 1977    | Paul Bizet                                              |           |            |
| 1977    | 1997    | Gérard Gauthier                                         |           |            |
| 1997    | 2016    | Henri Renaudeau                                         | SE        | Enseignant |

### Instances judiciaires et administratives
La commune relève du tribunal d'instance de Poitiers, du tribunal de grande instance de Poitiers, de la cour d'appel  de Poitiers, du tribunal pour enfants de Poitiers, du conseil de prud'hommes de Poitiers, du tribunal de commerce de Poitiers, du tribunal administratif de Poitiers et de la cour administrative d'appel  de  Bordeaux, du tribunal des pensions de Poitiers, du tribunal des affaires de la Sécurité sociale de la Vienne, de la cour d’assises de la Vienne.

### Services publics
Les réformes successives de La Poste ont conduit à la fermeture de nombreux bureaux de poste ou à leur transformation en simple relais. Toutefois, la commune a pu maintenir le sien.

## Démographie
L'évolution du nombre d'habitants est connue à travers les recensements de la population effectués dans la commune depuis 1793. À partir du 1er janvier 2009, les populations légales des communes sont publiées annuellement dans le cadre d'un recensement qui repose désormais sur une collecte d'information annuelle, concernant successivement tous les territoires communaux au cours d'une période de cinq ans. 
Pour les communes de moins de 10 000 habitants, une enquête de recensement portant sur toute la population est réalisée tous les cinq ans, les populations légales des années intermédiaires étant quant à elles estimées par interpolation ou extrapolation. Pour la commune, le premier recensement exhaustif entrant dans le cadre du nouveau dispositif a été réalisé en 2005,.
En 2014, la commune comptait 3 169 habitants, en évolution de +7,42 % par rapport à 2009 (Vienne : +1,68 %, France hors Mayotte : +2,49 %).
| 1793  | 1800  | 1806  | 1821  | 1831  | 1836  | 1841  | 1846  | 1851  |
| ----- | ----- | ----- | ----- | ----- | ----- | ----- | ----- | ----- |
| 1 909 | 1 913 | 1 956 | 1 884 | 1 958 | 1 925 | 1 955 | 2 194 | 2 182 |

| 1856  | 1861  | 1866  | 1872  | 1876  | 1881  | 1886  | 1891  | 1896  |
| ----- | ----- | ----- | ----- | ----- | ----- | ----- | ----- | ----- |
| 2 249 | 2 295 | 2 460 | 2 572 | 2 628 | 2 578 | 2 653 | 2 503 | 2 533 |

| 1901  | 1906  | 1911  | 1921  | 1926  | 1931  | 1936  | 1946  | 1954  |
| ----- | ----- | ----- | ----- | ----- | ----- | ----- | ----- | ----- |
| 2 545 | 2 587 | 2 548 | 2 148 | 2 105 | 2 041 | 2 076 | 2 108 | 2 128 |

| 1962  | 1968  | 1975  | 1982  | 1990  | 1999  | 2005  | 2010  | 2014  |
| ----- | ----- | ----- | ----- | ----- | ----- | ----- | ----- | ----- |
| 2 049 | 1 991 | 1 895 | 2 154 | 2 319 | 2 430 | 2 725 | 3 019 | 3 169 |

En 2008, selon l'Insee, la densité de population de la commune était de 73 hab./km2, 61 hab./km2 pour le département, 68 hab./km2 pour la région Poitou-Charentes et 115 hab./km2 pour la France.

## Économie
Selon la Direction régionale de l'Alimentation, de l'Agriculture et de la Forêt de Poitou-Charentes, il n'y a plus que 59 exploitations agricoles en 2010 contre 124 en 2000.
Les surfaces agricoles utilisées ont diminué et sont passées de 3 941 hectares en 2000 à 3 619 hectares en 2010 dont 329 sont irrigables. Ces chiffres indiquent, toutefois, une concentration des terres sur un nombre plus faible d’exploitations. Cette tendance est conforme à l’évolution constatée sur tout le département de la Vienne puisque de 2000 à 2007, chaque exploitation a gagné en moyenne 20 hectares.
63 % des surfaces agricoles sont destinées à la culture des céréales (blé tendre essentiellement mais aussi orges et maïs), 19 % pour les oléagineux (colza et tournesol), 4 % pour le fourrage et moins de 1 % reste en herbes. En 2000, 73 hectares contre 58 hectares en 2010, étaient consacrés à la vigne. La concentration des fermes viticoles a, aussi, été très importante au cours de cette période puisque le nombre d'exploitations est passé de 63 à 17.
3 exploitations en 2010 comme en 2000 abritent un élevage de caprins (564 têtes en 2010 contre 188 têtes en 2000). Les élevages de bovins et d'ovins ont disparu au cours de cette décennie ainsi que les élevages de volailles (6 257 têtes en 2000 réparties sur 66 fermes).

## Culture locale et patrimoine

### Lieux et monuments

#### Patrimoine civil
- Château de Bonnivet.
- Château La Font: il date du XVIIIe siècle . C’est un logis rectangulaire massif avec un niveau en sous-sol. Un escalier à deux rampes permet d’accéder directement au premier étage. La toiture est en ardoise.
- Château de Chézeaux qui est inscrit aux monument historique pour sa chapelle et sa toiture depuis 1985.
- Château de la Grève: il date des  XIIIe siècle et XVIe siècle. L’édifice s’organise symétriquement de part et d’autre d’une tour centrale carrée. Des lucarnes à fronton triangulaire soulignent les combles. Un pigeonnier circulaire avec une porte en plein cintre subsiste sur le domaine. Le château pourrait avoir été un ancien relais de poste.
- Château des Roches, qui est classé monument historique depuis 1983, de même que les murs d'enceinte et les douves avec leur pont dormant (qui a succédé au pont-levis). Le château se situe à la sortie sud de Vendeuvre. Il date du début du XVIe siècle. Il est bâti sur une terrasse ceinte de douves sèches. Il est pourvu d’un chatelet d’entrée massif, équipé d’un pont levis et de tours à machicoulis. Le décor sculpté est influencé par la Renaissance. Vendu en 1600, il a connu de nombreux propriétaires par la suite. Toutefois, il a pu conserver son logis seigneurial, son enceinte et une belle entrée sur laquelle veillent des tours à mâchicoulis
- Les Tours Mirandes sont classées monument historique depuis 1981[15]. Le site des Tours Mirandes est un haut-lieu archéologique. Le site a été découvert en 1825. Le site s'étend sur plusieurs centaines d'hectares, et a d'abord été occupé par les Celtes, puis par les Romains. La ville antique, qui occupait 120 hectares, a dû disparaître lors des grandes invasions. La ville s’est développée à proximité d’une voie romaine qui la reliait Poitiers. Elle a servi de carrière au Moyen Âge. Le site a été particulièrement fouillé depuis les années 1960; ont pu être ainsi découverts les vestiges d'un temple, un forum, un amphithéâtre de 7 000 places, une galerie à portique et une basilique. La basilique était un édifice important qui mesurait  24,80 m de long pour 12,50 m de large
- Le pigeonnier est inscrit comme monument historique depuis 1973. Il est construit en moellons de calcaire. Il date du XVe siècle . Il est circulaire et est couvert d’une toiture en tuiles et ardoises surmontée d’un lanternon. Un bandeau de pierre a pour fonction d’empécher les prédateurs (notamment les rats) d’acceder aux lucarnes d’envol et d’entrer par la suite dans le pigeonnier.

#### Patrimoine religieux
- Église Saint-Aventin.  Classé MH (1923, Le clocher et le portail latéral sud) ;  Inscrit MH (1927, L'église (à l'exception des parties classées)).
- La Croix du Grand-Gué est inscrite comme monument historique depuis 1931.

### Patrimoine naturel
La commune contient quatre zones naturelles d'intérêt écologique, faunistique et floristique(ZNIEFF)   qui couvrent 34 % de la surface communale:
- Le Bois de la Fenêtre,
- La Plaine de Furigny-Bellefois,
- La Plaine d'Avanton,
- les Plaines du Mirebalais et du Neuvillois. Elles bénéficient, aussi, du classement de la lié à la Directive oiseaux qui protège les oiseaux sauvages et leurs biotopes.

Selon l'Inventaire des arbres remarquables de Poitou-Charentes, il y a un arbre remarquable sur la commune qui est un chêne pédonculé.

### Personnalités liées à la commune
- Lieu de résidence du philosophe Michel Foucault (1926-1984). Il y est enterré. Il habita une maison du XVIIIe siècle, situé au 17 route de Poitiers.
- Paul Guillon, (1913-1965)  homme politique français.